# Euphorbia repens
Euphorbia repens är en törelväxtart som beskrevs av Karl Heinrich Koch. Euphorbia repens ingår i släktet törlar, och familjen törelväxter. Inga underarter finns listade i Catalogue of Life.